# Jason Mathew Smith
Jason Matthew Smith, (nacido el 20 de octubre de 1974 en Melbourne, Australia) es un exjugador de baloncesto australiano. Con 1,90 metros de estatura, jugaba en la posición de escolta.

## Trayectoria
- SE Melb. Magic  (1995-1998)
- Victoria Titans (1998-2002)
- Scafati Basket (2002-2003)
- Victoria Libertas Pesaro (2003)
- Sydney Kings (2003-2005)
- Cibona Zagreb (2005)
- Sydney Kings (2005-2007)
- Sydney Spirit (2007-2009)

## Participaciones en competiciones internacionales

### Juegos olímpicos
- Sídney 2000 4/12
- Atenas 2004 9/12

### Mundiales
- Japón 2006 13/24